# Elisabet Antonovna

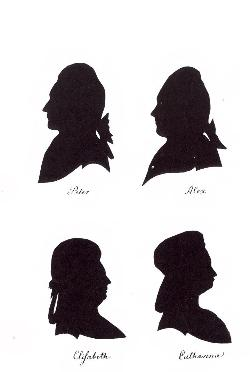
Silhuettbilder av de fyra syskonen i Horsens, ca 1781.

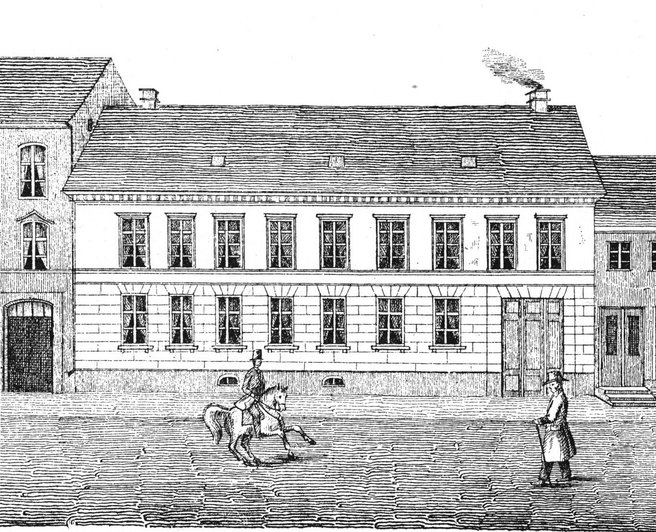
Ryska palatset i Horsens

Elisabet Antonovna, född 1743, död 1782 i Horsens i Danmark, var en rysk statsfånge, dotter till Rysslands regent storfurstinnan Anna Leopoldovna och Anton Ulrik av Braunschweig-Lüneburg och syster till tsar Ivan VI av Ryssland. Hon var rysk politisk statsfånge under hela sitt liv, från 1780 i husarrest i Horsens.
Elisabet föddes i fångenskap, sedan hennes mor hade blivit avsatt och fängslats med sin familj. Syskonen kvarhölls som statsfångar på livstid. Motivet var att deras arvsrätt till den ryska tronen var större än Elisabets tronarvinges och efterträdares arvsrätt. De levde under sträng husarrest och förhindrades från att ha någon kontakt med yttervärlden. De fyra yngre syskonen och deras far hölls dock fängslade tillsammans, medan deras äldste bror, den före detta tsar Ivan VI, hölls i isoleringscell. 
I Kholmondely levde familjen i biskopens residens i fortet med en vaktstyrka och tjänstefolk: många tjänare kvarblev i familjens tjänst i åratal, och faderns illegitima barn med döttrarnas tjänstekvinnor blev därefter också anställda som tjänare i hushållet. Syskonen förbjöds utbildning genom ett dekret 1750, där de förbjöds lära sig att läsa och skriva, men de ska trots detta ha lärt sig att läsa och skriva själva.   
Deras far Anton Ulrik erbjöds 1766 att lämna Ryssland, men avböjde erbjudandet såvida syskonen inte tilläts åtfölja honom och avled blind 1776. 
År 1780 förvisades de fyra syskonen från Ryssland av Katarina den stora. Innan de förvisades besökte de Archangelsk, där guvernör Aleksej Melgunov gav en rapport om var och en av dem. Han uppgav att samtliga led av fysisk ohälsa: Peter var sned i ryggen och hjulbent; Aleksej var fysiskt starkare med led av yrselanfall; Katarina var mager och döv och led av yrsel, kunde läsa på läpparna men saknade kontroll över sin röst; Elisabet beskrivs som pålitlig, pratsam och energisk och fungerade som familjens talesperson och överhuvud. Alla fyra syskon beskrivs som älskvärda, begåvade och snälla till naturen. De hade en vänskaplig relation till varandra och ägnade sig åt att sköta om trädgården och hönsen, rida, åka skridskor och spela schack. 
Under Melgonovs inspektion var det Elisabet som förde familjens talan. Hon förklarade att alla syskon, innan fadern blev blind, hade bett om och hoppats på att bli fria, att de hade bett om att åtminstone få åka släde utanför murarna, men aldrig fått något svar. Hon personligen hade velat lära sig sällskapsvett och delta i societeten. Numera var de däremot nöjda, de hade växt upp, levt sina liv och åldrats i fängelset och var nöjda där. Hon uppgav att de bara hade tre önskningar kvar: de ville få lämna huset för att besöka en äng, eftersom de hade hört sägas att där fanns andra blommor än de som fanns i deras trädgård; de ville få besök av hustrurna till de officerare som fanns i forter för att få mer sällskap; och de ville lära sig hur de skulle bära de kläder de regelbundet fick sig tillsända, för kläderna var gjorde för överklassen och komplicerade, och varken de eller deras tjänare visste hur de skulle tas på eller bäras. Om de fick dessa önskningar tillfredsställda, avslutade Elisabet sin rapport, skulle de vara nöjda med att leva så även i fortsättningen.      
Syskonen förvisades till Danmark, där deras faster Juliana Maria av Braunschweig-Wolfenbüttel var änkedrottning och dåvarande makthavare. Inför avresan utrustades de med nya garderober och hushållsattiraljer av Katarina den stora. När de fick veta om sin förvisning, bad de om att de skulle sändas till en avlägset liggande ort i Danmark med få människor. När de lämnade Ryssland den 27 juni, passerade de fästningen i Archangelsk, och de ska då ha börjat gråta, övertygade om att de skulle skiljas åt och placeras i isoleringsceller liksom deras äldre bror. De anlände till Danmark 30 augusti 1780. De tvingades då skilja sig från sina tjänare, vilka också var deras halvsyskon. 
I Danmark levde de i husarrest i Horsens. De besöktes enligt uppgift inte en enda gång av sin faster Juliana Maria. Med undantag för en rysk-ortodox präst bestod hela deras hushåll av danska tjänare, vilkas språk de inte kunde förstå, och de beskrivs som olyckliga i sina nya miljö.